# 손승종
손승종(孫承宗, 1563년~1638년)은 명나라 고양현 출신의 무장으로, 명-청 전쟁에서 활약한 장수이다. 손승종은 동북 변방에서의 적극적인 방어 전략을 선호하였다. 그는 만주족에 대항한 전쟁에서 가장 중요한 인물 중 하나였으며, 그의 제자였던 전겸익(錢謙益)는 "지난 20년간의 명장들은 모두 손승종의 제자들이다"라고 평가했다. 또한 그는 1622년 요동의 병력을 재정비하는 데 성공하였고, 사령관으로 재임한 4년 동안 만주 지도자 누르하치로부터 400리의 영토를 탈환하였다. 1629년 손승종은 이 공을 인정받아 병부시랑이 되었다.
그의 후손으로 군벌 시대 장군인 쑨위에와 중일 전쟁 참전 군인인 쑨디엔잉이 있다.

## 생애
손승종(孫承宗)은 젊은 시절 외모가 특출났으며, "철같이 단단한 얼굴과 칼날 같은 눈썹, 수염은 창처럼 뻗어 있었다"라고 전해진다. 명나라 만력(萬曆) 6년(1578년)에 16세의 나이로 생원이 되었고, 이후 대리시 우승(大理寺右丞) 강벽(姜璧)과 병비도(兵備道) 방수사(房守士) 등 조정 관리들의 집에서 가정 교사로 일하며 점차 관직 생활을 접하게 되었다.
만력 21년(1593년), 손승종은 베이징으로 가서 국자감에서 공부하였고, 이듬해 갑오과 순천향시(順天鄉試)에서 5등으로 급제하였다. 만력 26년, 방수사가 도찰원 우부도어사(都察院右副都御史) 겸 대동지방 순무(巡撫)로 승진하자, 손승종은 그를 따라 대동으로 가서 자제들을 가르쳤다. 대동은 당시 명나라의 변방 요충지였는데, 손승종은 노장 및 퇴역 병사들과 변방 사정을 깊이 논하며 "검을 숨기고 변방을 돌아다니며 요새와 관문을 샅샅이 탐문하여 변방 사정을 꿰뚫었다"는 평가를 받았다.
만력 32년(1604년), 진사 시험에서 방안(榜眼)으로 합격하여 한림원 편수(翰林院編修)로 임명되었고, 한림원에서 10년간 근무했다. 만력 42년에는 잠사부 우춘방 좌중윤(詹事府右春坊左中允), 만력 47년에는 잠사부 좌춘방 좌유덕(左諭德) 겸 한림원 시독(侍讀)으로 임명되었다. 만력 48년(1620)에는 폐광세를 철폐하고 궁중 내탕금(內帑)을 풀도록 상소하였다. 이 시기 동림당 인사들인 고반룡(高攀龍)과 조남성(趙南星) 등과 친밀하게 교류하였다.
그러나 태창제 즉위한 지 한 달 만에 사망하고, 16세의 황장자(皇長子)가 태자로 책봉되지 못한 채 급히 즉위하여 천계제가 되었다. 이후 손승종은 희종의 스승이 되며, 60세에 가까운 나이에 황제의 스승이라는 지위를 통해 명나라 후반의 정치 권력의 중심으로 점차 진입하였다.
천계(天啓) 2년(1622년), 손승종은 예부 우시랑(禮部右侍郎)으로 승진하였다. 동림당 인사들의 추천을 받아, 희종은 손승종을 병부 상서 겸 동각대학사로 임명하고 요동(遼東)을 시찰하게 했다. 손승종은 요동경략(遼東經略)으로 임명되면서 "장수를 중시하여 군사를 맡기고, 문관의 간섭을 줄여야 한다"며 군사 개혁을 단행하였다. 그는 담대하게 원숭환(袁崇煥), 손원화(孫元化), 녹선계(鹿善繼), 모원의(茅元儀) 등을 기용하고, 영원(寧遠) 등 주요 성 9곳, 보루 45곳을 복구하며 군사 11만을 훈련시켜, 변방을 안정시키는 성과를 거두었다.
천계 5년(1625년), 환관 유응곤(劉應坤)이 산해관으로 와서 탕금(帑金, 황실 재정) 10만 량을 군사들에게 하사했으나, 손승종은 이를 경멸하였다. 같은 해 8월, 유하 전투(柳河之役)에서 마세룡(馬世龍)이 무리하게 진격하다 패배하였고, 이를 빌미로 위충현(魏忠賢)은 손승종이 자신에게 동조하지 않는다는 이유로 탄핵하였다. 결국 희종은 손승종에게 병을 이유로 사직하도록 명하였고, 이후 고제가 그 자리를 대신하였다.
숭정(崇禎) 2년(1629년), 청군이 처음으로 장성을 넘어 대안구(大安口)와 준화(遵化)를 침입하자, 명 사종(明思宗)은 손승종을 다시 기용하였다. 원숭환이 투옥된 이후에도 손승종은 조대수(祖大壽)를 적극 지지하였으며, 산해관으로 근무지를 옮겨 해안 장성을 수리하고 요동 지역의 안정을 도모하였다.
숭정 3년(1630년), 조대수와 마세룡 등 장수들이 영평(永平), 준화, 천안(遷安), 난주(灤州) 등 4개 성을 회복하자, 명나라에서는 이를 "준영대첩(遵永大捷)"이라고 불렀다. 숭정 4년(1631년) 8월, 청군이 대릉하(大凌河)를 공격하였고, 조대수가 성을 굳건히 지켰으나, 구원군 장수들 간의 불화로 결국 항복하였다. 이로 인해 손승종은 면직되었고, 7년간 고향에 머물렀다.
숭정 11년(1638년), 청군이 네 번째로 장성을 넘어 보정(保定)을 공격하고 고양(高陽)을 침입하자, 손승종은 75세의 나이로 온 가족을 이끌고 항전하였다. 그러나 고양성의 성벽이 낮아 결국 함락되었고, 손승종 일가 40여 명은 모두 장렬히 전사하였다. 손승종은 붙잡힌 후 황제를 향해 머리를 조아리고 자결하였다. 이 소식을 들은 숭정제는 그의 관직을 회복시키고 제사를 올렸다. 남명(南明) 홍광제(弘光帝) 시절, 시호를 문충(文忠)이라 하였고, 청나라 건륭제(乾隆帝) 41년(1776년)에는 시호를 충정(忠定)으로 추서하였다.

## 참고문헌
- Swope, Kenneth M. (2014). 《The Military Collapse of China's Ming Dynasty, 1618–44》. Routledge. ISBN 9781134462094.